# Савінови
Са́вінови (рос. Савиновы) — присілок у складі Орічівського району Кіровської області, Росія. Входить до складу Гарського сільського поселення.
Населення становить 1 особа (2010, 6 у 2002).
Національний склад станом на 2002 рік — росіяни 100 %.